# Chabab Rif Al Hoceima

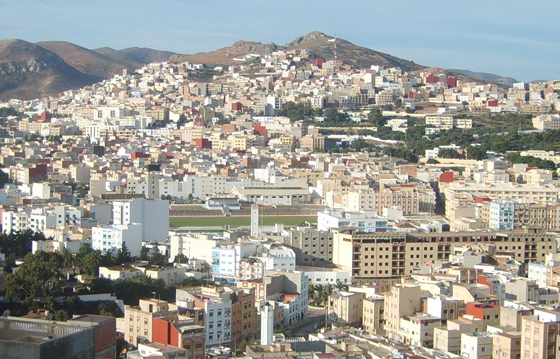
El estadio Mimoun Al Arsi en el centro de Alhucemas

El Chabab Rif Al Hoceima (CRA)  es un club de fútbol profesional de la ciudad de Alhucemas en el norte de Marruecos. Fue fundado en  1953 por Mimoun El Arssi y actualmente disputa la Botola Pro la máxima categoría del fútbol en Marruecos. El club posee también otras ramas deportivas como Baloncesto y Voleibol.